# Cyphocharax helleri
Cyphocharax helleri és una espècie de peix d'aigua dolça de la família dels curimàtids i de l'ordre dels caraciformes. Va ser descrit com a Curimatus helleri per Franz Steindachner el 1910.

## Morfologia
Els adults poden assolir fins a 9,6 cm de llargària total.

## Alimentació
És detritívor.

## Hàbitat
Viu en zones de clima tropical.

## Distribució geogràfica
Es troba a Sud-amèrica: a la conca del riu Cuyuni a l'est de Veneçuela, riu Cupixi (Amapá, Brasil) i conques fluvials de la Guaiana, Surinam i la Guaiana Francesa.